# Coeluroides largus
Coeluroides largus es la única especie conocida del género extinto Coeluroides (gr. “parecido a Coelurus”) de dinosaurio terópodo noasáurido, que vivió a finales del período Cretácico hace aproximadamente 66 millones de años, en el Maastrichtiense, en lo que es hoy el subcontinente indio. La especie tipo, Coeluroides largus, descubierta por Huene y Matley en 1933, a partir de tres vértebras completas y una parcial encontrada en la Formación Lameta, en el estado de Madhya Pradesh cerca de Jabalpur, India. Los sintipos son GSI K27/562 una vértebra caudal proximal de 92 milímetros y GSI K27/574 una vértebra caudal proximal y dos referidas, AMNH 1957 una caudal asignada por Chatterjee en 1978 y posiblemente GSI K27/695 una vértebra parcial asignada por Huene y Matley en 1933. La vértebras encontradas, fueron descrita originalmente como dorsales, pero actualmente se la considera  caudales. Presenta un típico proceso transverso en forma de delta, originalmente considerado un celurosauriano e incluso un gran carnosaurio. Tradicionalmente considerado como dudoso y un posiblemente sinónimo de Jubbulpuria, y relacionado con el pequeño Ligabueino.
Dado que los fósiles no muestran características que permitan una diferenciación con otros géneros, Coeluroides se considera hoy en día como un taxón dudoso. Coeluroides se une a más de media docena de especies de Abelisauroidea que se describieron de  Lameta. Ya que los huesos se encuentran raramente en contexto, sino que en su mayoría están aislados, y porque una gran parte de estos fósiles se han perdido hoy en día, estas especies no pueden distinguirse entre sí. Así el material óseo llamado Coeluroides, Lametasaurus, Dryptosauroides, Indosuchus, Indosaurus, Ornithomimoides mobilis y Rajasaurus, probablemente pertenecen a solo uno o dos géneros diferentes. Coeluroides fue considerado durante mucho tiempo un nomen dubium debido a la escasez de restos, pero una revisión de 2004 de los terópodos indios de la formación Lameta encontró que probablemente sea válida. Un resumen de la Sociedad de Paleontología de Vertebrados en 2012 consideró que es posiblemente sinónimo de Ornithomimoides. Carrano y Sampson en 2008 indican que el tamaño de los fósiles y las proporciones de las vértebras de cola lo coloca provisionalmente dentro de Abelisauridae.